# Star Wars: Poslední z Jediů
Star Wars: Poslední z Jediů (v anglickém originále Star Wars: The Last Jedi) je americký sci-fi film z roku 2017, v pořadí osmý díl hlavní ságy světa Star Wars. Snímek režíroval Rian Johnson, který napsal jeho scénář. Film produkovala společnost Lucasfilm, distributorem je Walt Disney Studios Motion Pictures. Do amerických kin byl uveden 15. prosince 2017. Snímek sleduje události po filmu Star Wars: Síla se probouzí (2015).
Tato v pořadí již osmá epizoda navázala na předchozí díl Star Wars: Síla se probouzí. Hrají v ní Mark Hamill, Carrie Fisher, Adam Driver, Daisy Ridley, John Boyega, Oscar Isaac, Andy Serkis, Lupita Nyong'o, Domhnall Gleeson, Anthony Daniels a Gwendoline Christie, kteří se objevili i v předchozích epizodách. Nově se představili mimo jiné Kelly Marie Tran, Laura Dern a Benicio del Toro. V menších rolích stormtrooperů se údajně objevili i britští princové William a Harry. Carrie Fisherová zemřela v prosinci 2016, což činí z Posledního z Jediů její poslední film.
Dabing
| Postava              | Dabing               |
| -------------------- | -------------------- |
| Rey                  | Eva Josefíková       |
| Finn                 | Filip Tomsa          |
| Poe Dameron          | Filip Blažek         |
| Kylo Ren             | Štěpán Benoni        |
| Luke Skywalker       | Michal Dlouhý        |
| Leia Organa          | Milena Steinmasslová |
| Generál Armitage Hux | Radek Valenta        |
| Snoke                | Jan Šťastný          |
| Rose Tico            | Kateřina Šildová     |
| Amilyn Holdo         | Simona Vrbická       |
| DJ                   | Vladislav Beneš      |
| Yoda                 | Bohuslav Kalva       |
| C-3PO                | Jaroslav Plesl       |

## Nominace a ocenění
| Ocenění                               | Datum ceremoniálu | Kategorie                     | Nominovaný                  | Výsledek |
| ------------------------------------- | ----------------- | ----------------------------- | --------------------------- | -------- |
| Central Ohio Film Critics Association | 4. ledna 2018     | Nejlepší střih                | Bob Duscay                  | nominace |
| Denver Film Critics Society           | 15. ledna 2018    | Nejlepší adaptovaný scénář    | Rian Johnson                | nominace |
| Denver Film Critics Society           | 15. ledna 2018    | Nejlepší hororový/sci-fi film | Star Wars: Poslední z Jediů | nominace |
| Denver Film Critics Society           | 15. ledna 2018    | Nejlepší vizuální efekty      | Star Wars: Poslední z Jediů | nominace |

## Děj (synopse)
Rey se setkává na planetě Ahch-To s Lukem Skywalkerem, který ji okamžitě začíná trénovat v umění jediů. Také u ní zpozoruje veliké nadání a silnou citlivost na Sílu. První řád se mezitím dychtivě snaží zničit Odboj. Finn se vydává na nebezpečnou misi, kdy je nucen se setkat se svými nepřáteli. Kylo Ren se pokouší zahodit svou minulost a stát se někým novým.